# 聖母の結婚 (カンピン)
『聖母の結婚』（せいぼのけっこん、蘭: Het huwelijk van de Maagd Maria, 英: Marriage of the Virgin, 西: Los Desposorios de la Virgen）は、北方ルネサンス期の初期フランドル派の画家ロベルト・カンピンが1420年から1430年に制作した絵画である。油彩。本作品は主に図像学と偽装された象徴主義を通して表現された『旧約聖書』から『新約聖書』への移行に焦点を当てた隠喩であることを意図していた。ロベルト・カンピンの最も初期の作品の1つで、以前はロヒール・ファン・デル・ウェイデンの作品とされていた。1584年にエル・エスコリアル修道院のスペイン王室コレクションに加わった。現在はマドリードのプラド美術館に所蔵されている。
建築物の内部には『旧約聖書』の物語とされるヘブライ語聖書の場面が描かれたステンドグラスをはめた窓がある。ロベルト・カンピンの『聖母マリアの結婚』の全体的な意図はユダヤ教からキリスト教への移行を象徴することであった。

## 主題
外典福音書や『黄金伝説』によると、聖母マリアはエルサレム神殿で育てられた。大祭司ザカリア（洗礼者聖ヨハネの父）は天使の助言に従って、神の徴が現れた者を聖母マリアの夫とするために、国中から結婚可能な男たちに杖を持って神殿まで来させた。その中に年老いたナザレのヨセフがおり、彼が杖を持って神殿内の祭壇に杖を置くと、ナザレのヨセフの杖だけ花が咲いた。この奇跡によりマリアの夫となる者が誰の目にもヨセフであることが明らかとなった。ヨセフは自分が高齢であり、マリアとの年齢差があまりに大きいために辞退しようと考えたが、説得を受けて結婚した。

## 作品
ロベルト・カンピンは画面を左右に分割して、それぞれに異なる様式の建築物を配置し、ナザレのヨセフが聖母マリアの婚約者として選ばれた杖の奇跡と、聖母マリアとヨセフの婚約の2つの場面を異図同時法的に描いている。画面左にあるロマネスク建築の丸みを帯びたアーチ状の建築物はおそらくエルサレム神殿である。神殿の内側の3つのステンドグラスの窓には、イヴの創造、原罪、楽園追放、アブラハムのイサクの犠牲といった『旧約聖書』「創世記」の場面が含まれている。さらに石柱の柱頭やティンパヌムにも同様に『旧約聖書』の各場面が彫刻されている。神殿では奥にある至聖所で大祭司が生贄を捧げており、その周囲では国内から集められた候補者たちが細い杖を携えてたむろしている。その中で唯一、画面左端に配置されたヨセフだけが奇跡により花開いた杖を携えている。一方の画面右ではロマネスク様式よりも新しいゴシック様式のポルティコがあり、多くの人々に囲まれながら、開花した杖を持つヨセフと聖母マリアの婚約が執り行われている。しかしこのゴシック様式の建築物はいまだ建設途中であり、ポルティコの側面や上部の未完成の部分に藁が敷かれている。
『聖母の結婚』はロベルト・カンピンの初期の作品の1つであるが、一時期、ローヒル・ファン・デル・ウェイデンの作とされていた。ウェイデンは1410年から1420年にかけてロベルト・カンピンの工房で徒弟として働いた。背面にはアッシジの聖クララとゼベダイの子の聖ヤコブの立ち姿がグリザイユで彫刻的に描かれている。

### 様式
カンピンは国際ゴシック様式で活動することで知られていた。ゴシック様式は厳密な幾何学に基づいており、建築や絵画の中にある光学的および色彩的要素を持っている。この点は建設中の未完成のゴシック様式の大聖堂が配置された画面右側に見ることができる。画面左側のロマネスク建築の丸みを帯びたアーチと比較すると、鋭い線と尖ったアーチを持つ柱のディテールは高度である。カンピンは同様の建築構造をともなうフレスコ画を観察することで、ロマネスク様式の建築を描く方法を学んでいる。
国際ゴシック様式は人々の衣装によってもたらされる豊かな色彩とともに表されている。絵画はまた人物の表情に見ることができるように、かなり多くの自然主義の描写を有している。人物の顔にはさらに詳細が追加されており、絵画の中の生命を正確に描写している。加えて、それぞれの線が明瞭に見えるため、建築物および柱の線や表面のディテールは絵画の主要な焦点となっている。

### 解釈
本作品に描かれたナザレのヨセフと聖母マリアの婚約は、聖書ではなく『黄金伝説』や外典福音書などの情報源に由来している。画面左の建築物にはキリストの贖いの前兆を知らせることを目的とした『旧約聖書』の各場面を描いたステンドグラスや彫刻が描かれている。美術史家エルヴィン・パノフスキーは『聖母の結婚』が贖罪についての物語であると信じていた。カンピンは画面左に聖母マリアの婚約者として選ばれるヨセフを描くことで、イエスがまだ生まれていないことを示している。これはロマネスク様式の建築が、ユダヤ教の時代を表す『旧約聖書』の象徴であるというメッセージを強化している。
これに対して画面右のゴシック建築の象徴性は、キリスト教の誕生が差し迫っていることと関連している。パノフスキーは、画面右の建設途中の建築物はキリスト教が始まろうとしていることの比喩であると信じていた。カンピンの絵画の建築物には隠された意味の兆候があるため、彼は本作品を偽装象徴主義の一形態と見なした。これには絵画の一部の人物も含まれる。パノフスキーによると『聖母の結婚』は「古い」建築様式と「新しい」建築様式の対比を意識的に試みた作品であり、それによって『旧約聖書』と『新約聖書』の新旧2つの時代を2つの建築物によって表現している。同様に杖の奇跡はユダヤ教時代の法治国家を表しており、ヨセフと聖母の婚約は新しいキリスト教時代の到来を意味している。

## 来歴
スペイン国王フェリペ2世によって取得されると、サン・ロレンソにあるエル・エスコリアル修道院に運ばれ、王室コレクションの一部になった。1839年以降、絵画はプラド美術館に収蔵された。

## ギャラリー

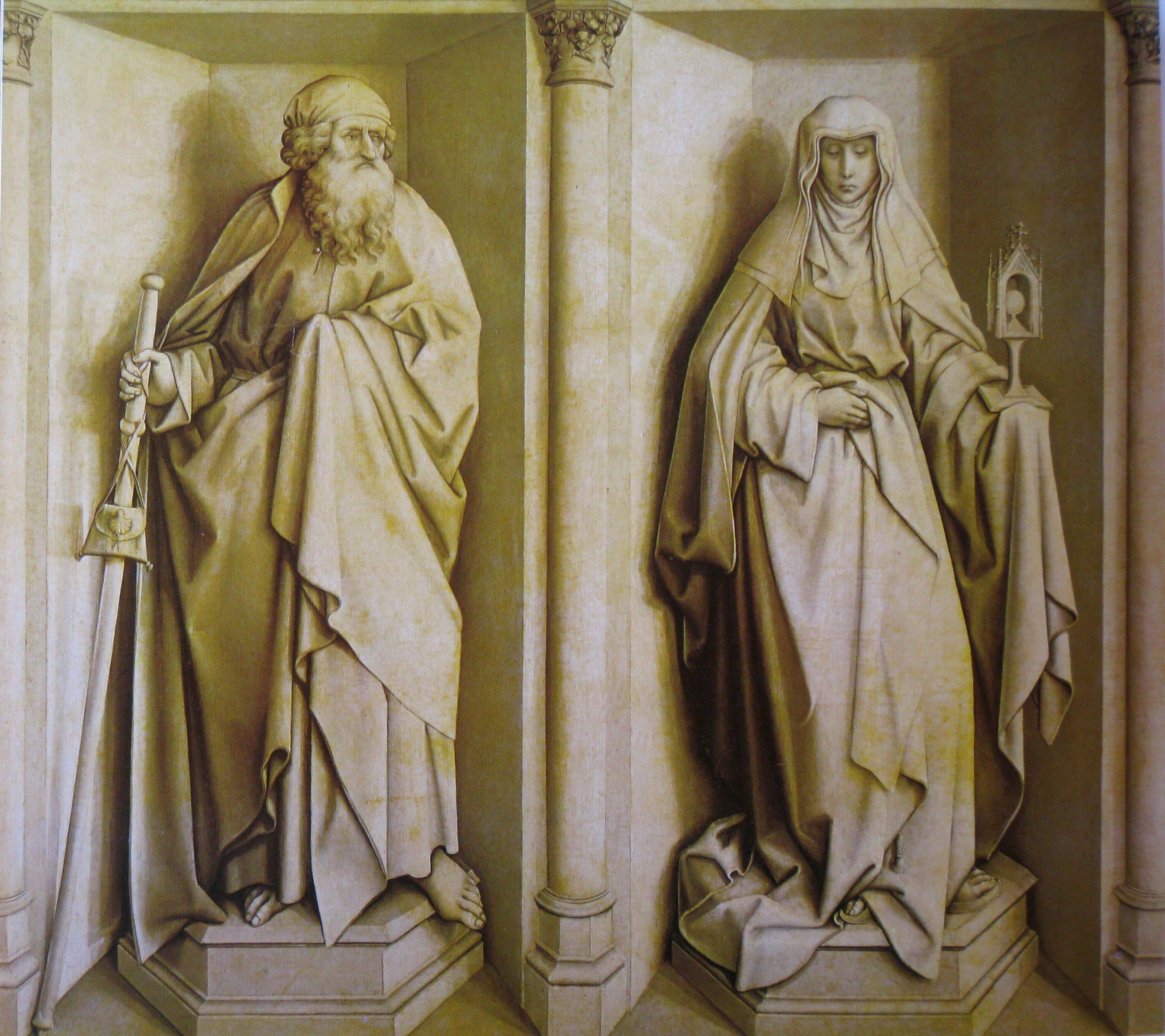
『聖ヤコブと聖クララ』1427年 プラド美術館所蔵
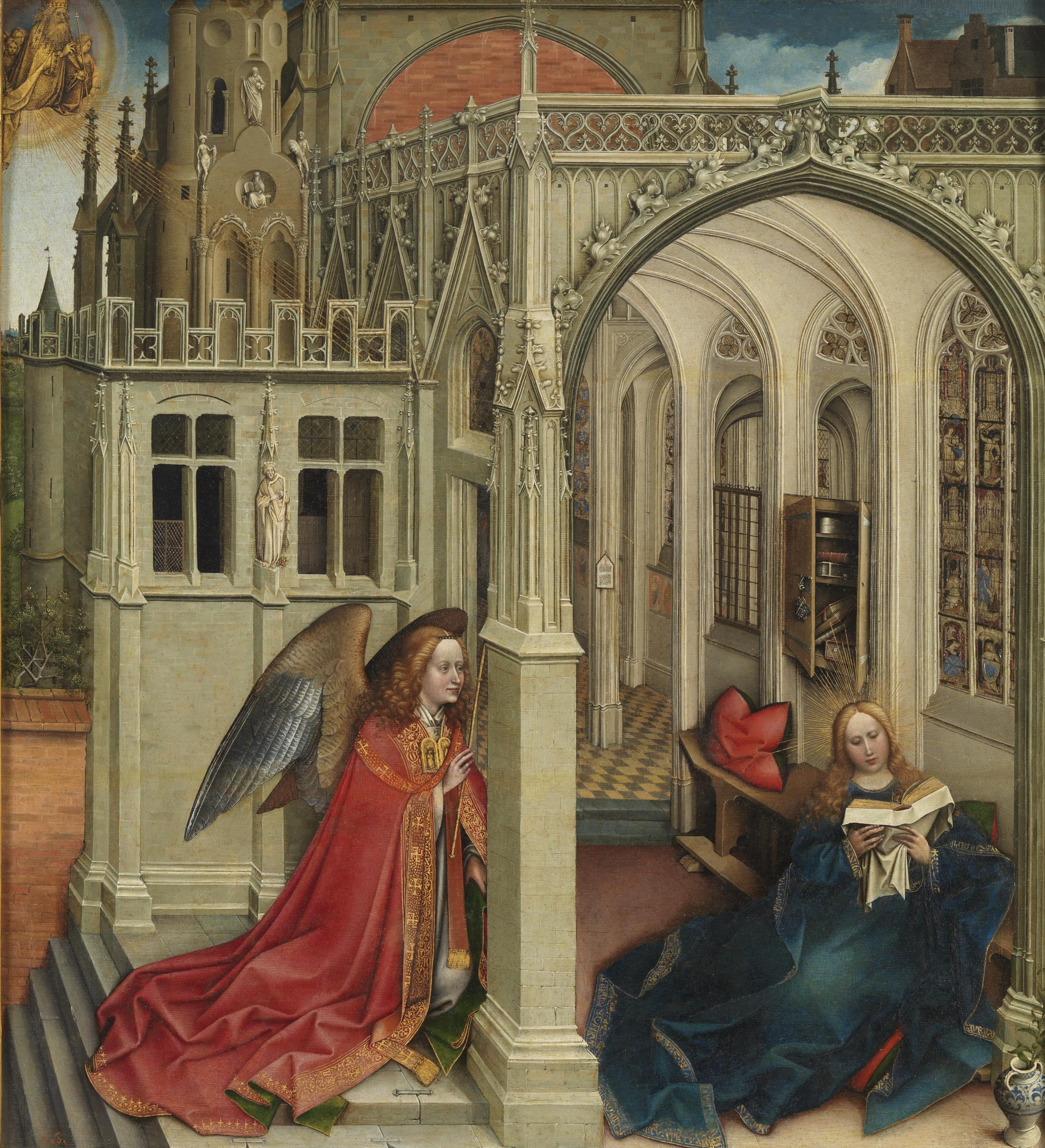
『受胎告知』1420年–1425年 プラド美術館所蔵